# Українці Франції

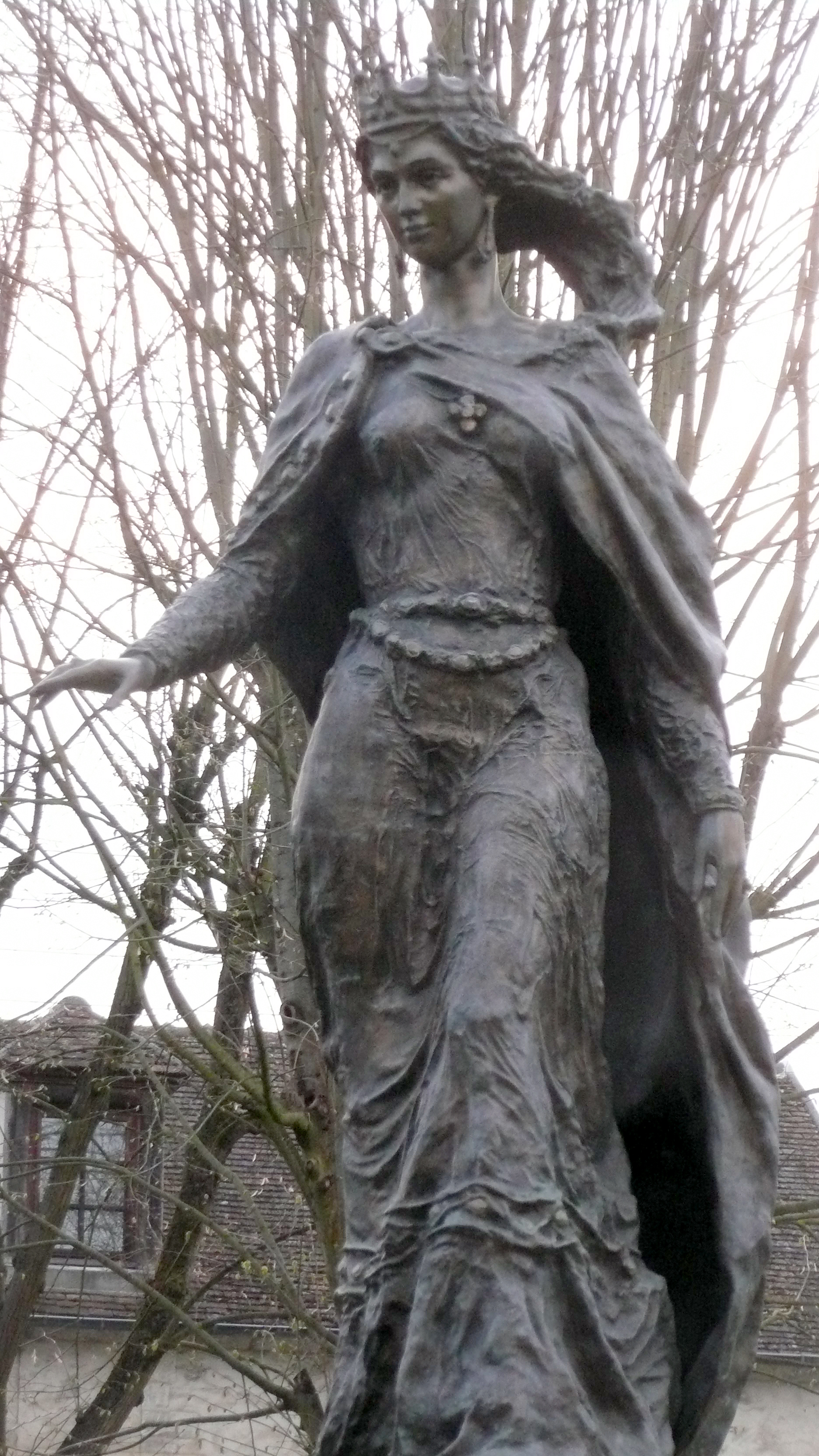
Пам'ятник королеві Франції Анні Київській у Санлісі

Українці у Франції — особи українського походження, які проживають у Франції.

## Історія

### До XX століття
Першою відомою українкою у Франції була донька Ярослава Мудрого — Анна Ярославна (бл. 1024 — після 1075), яка стала королевою Франції, вийшовши заміж за короля Генріха I.
У 18 столітті у Франції перебував гетьман Пилип Орлик, син якого Григор Орлик (1702—1759) став державним та військовим діячем Франції.
В Університетах Парижа та Страсбурга за козацьких часів вчилося багато молодих людей з України.

### XX століття

#### Початок століття
На початку XX століття у Франції проживало кілька десятків родин українців — політичних поселенців, які не бажали повертатися до Російської імперії, де переслідували українців та українську мову.
1908 створено Українську Громаду в Парижі, яка налічувала перед Першою світовою війною понад 120 членів. Члени громади вели усвідомлену роботу серед французів, які про Україну у Російській імперії нічого не знали. Така робота була заборонена під час Першої світової війни. Франція була союзницею Російської імперії й не дозволяла жодної діяльності за свободу народів імперії.

#### Поразка УНР
Після невдачі у Визвольній війні в обороні незалежності Української Народної Республіки (УНР) в 1920-х до цих політичних поселенців долучилися інші емігранти, зокрема Уряд УНР в екзилі. Першою великою хвилею нових поселенців були члени армії УНР, які здебільшого вийшли з таборів інтернованих у Польщі.

#### Заробітчани
У другій половині 1920-х розпочалася нова еміграція українців — заробітчанська. Українці з перенаселеної Галичини виїжджали до Франції на заробітки, з надією заробити трохи грошей і, повернувшись додому, купити собі поле і жити з праці на полі.
На початку 1930-х у Франції було понад 40 000 українців, зокрема близько 35 000 заробітчан з Галичини. Багато з них повернулося додому. На їхнє місце прибули інші на заробітки. Напередодні Другої світової війни всіх українців було імовірно понад 40 000. На той момент, вони були громадянами Польщі, тому з моменту вибуху Другої світової війни польська влада мобілізувала українців до польської армії.

#### Друга світова війна
Під час Другої світової війни багато молодих українців, що перебували у Франції, опинилися в Німеччині на роботах. Проте до Франції прибула певна кількість українців, насильно депортованих на роботи зі східних та центральних земель України (з Райхскомісаріяту). Багато з них жили у тяжких умовах, наприклад там, де німці будували т. зв. «Атлантийський мур». Майже всі вони були насильно репатрійовані до СРСР радянською місією у Франції.
У 1942—1944 у таборах Франції було багато радянських військовополонених, зокрема українців. Деякі з них втекли з таборів і долучилися до французького руху опору — потужний Український батальйон (фр. BUK, Bataillon Ukrainien) на Сході Франції. Цей український батальйон, який у зародку був батальйоном німецької охоронної поліції на Білорусі, був висланий до Франції для боротьби з французькими партизанами. Щойно батальйон приїхав на територію Франції біля міста Везуль, він негайно сконтактував з французьким Опором і перейшов на його бік, знищивши понад сотню німців, що були з ним. Відтоді аж до наступу західних аліянтів український батальйон був найміцнішим батальйоном французького Опору на території Франш-Конте. Ним зацікавилася американська армія і скинула літаком зв'язкового офіцера, котрий знав українську мову. Після приходу американців батальйон воював на протинімецькому фронті біля Швейцарії. Однак він був невдовзі розформований на вимоги військової місії Москви в Парижі. Бійці батальйону або звільнилися зі служби, або перейшли служити у Французький іноземний легіон. Вони воювали у В'єтнамі та в Північній Африці. Деякі отримали високі військові нагороди Французької республіки.
Подібний, але дещо менший, український батальйон перейшов до Опору в околицях Вальдагона, на північному сході від Ліону. Багато інших українців, які жили у Франції, долучалися до французького антифашистського опору.

#### Після війни
Після війни до Франції переїхали нові емігранти — політичні — біля п'яти-десяти тисяч. Вони приїхали з Німеччини, з таборів переміщених осіб, але потім виїхали до Сполучених Штатів, до Канади, до Австралії.
У Франції по Другій світовій війні залишилося близько 35 000 українців. Були це селяни й робітники з попередньої еміграції, рештки еміграції УНР і молоді націоналістичні активісти з нової еміграції, між ними в'язні німецьких концтаборів.

### Початок XXI століття
Загальна кількість українців у Франції на початку XXI ст. оцінюється в 35 тис. У Франції існують дві українські церкви — УГКЦ і ПЦУ. У сквері біля церкви УГКЦ встановлено погруддя Тараса Шевченка; Сквер названий на честь Тараса Шевченка.
Нові емігранти (четверта хвиля) — заробітчани, соціально походять з різних верств населення. Деякі з них повертаються додому після декількох років праці. Нові емігранти практично не включаються у суспільно-громадське життя. Але більшість з них масово відвідує Українську греко-католицьку церкву, у ній активізуються щодо релігійного життя. Парох церкви проводить катехизацію. Сотні інших українців згромаджуються в неділю біля церкви, щоб обмінятися новинами й передати через автобуси пакети для рідних в Україні.

## Організації
З 1926 року в Парижі знаходиться бібліотека ім. Симона Петлюри, заснована незадовго після вбивства голови Директорії й головного отамана військ УНР. Бібліотеку німці конфіскували 1941 року. Десятки тисяч її книжок і архівних документів були вивезені до Східної Німеччини. Вони потрапили в руки радянської армії й опинилися у бібліотечних фондах Москви, Мінська, Києва.
1946 року було засноване Українське академічне товариство в Парижі.
1948 році у Парижі для координації українського громадсько-культурного життя було засновано Український Центральний Громадський Комітет у Франції.
До Сарселя, біля Парижа, переїхало з Німеччини Наукове товариство ім. Т. Шевченка, яке оформлено у Наукове Товариство ім. Шевченка в Європі. У Сарсель редагувалася «Енциклопедія Українознавства».
1955 українсько-французькою організацією «Друзі українців» (фр. «Les Amis des Ukrainiens») біля Страсбургу була заснована Українська оселя у Маквілері.
1961 у Парижі виникла політична формація, що мала на меті репрезентувати українців діаспори — Український Рух для Об'єднаної Європи.
Із громадських організацій, які гарно розвивалися після війни — Українська Національна Єдність, профспілкове Об'єднання Українських Робітників у Франції, Об'єднання Українців у Франції, Спілка української молоді (СУМ), Український Християнський Рух, Союз Українок у Франції, Товариство бувших вояків Армії УНР, поволі перестали бути діяльними через брак керівних кадрів, або взагалі перестали існувати. Найбільше активними залишились Об'єднання Українців у Франції та СУМ, які діють спільно як одна організація.
У Франції розвинулася видавнича справа українською і французькою мовами (видавництво Першої української друкарні при «Українському Слові») та французькою мовою (видавництво «Л'Ест Еропеен»). Випускався бюлетень «Ешанж» (фр. Echanges) та, зокрема, регулярний місячник, потім двомісячник «Л'Ест Еропеен» (фр. L'Est Européen). Цей останній журнал випускався найдовше і регулярно від 1962 до 1999. Створена управою Об'єднання Українців у Франції 1985 Українська Інформаційна Служба видавала регулярно для преси та урядових кіл Франції бюлетень французькою мовою про українські справи й ситуацію в Україні.
Видавництво «Л'Ест Еропеен» публікує також поважні наукові праці французькою мовою, наприклад, В. Косика «L'Allemagne national-socialiste et l'Ukraine» (Націонал-соціялістична Німеччина і Україна, рік видання 1986, перекладена українською і видана НТШ у Львові 1993) та Жака Шевченка «Ukraine. Bibliographie des ouvrages en français, XVIIe-XXe siècles» (Україна. Бібліографічний покажчик праць французькою мовою 17-20 ст., рік видання 2000).
Українські громадські організації й інституції у Франції створили спільну репрезентативну громадську асоціяцію — Репрезентативний комітет українців у Франції. У певних випадках громадські заходи організуються у співпраці з Посольством України у Франції. Наприклад, спільно зорганізовано всі заходи для відзначення 70-річчя Великого Голоду в Україні в 1932—1933.
Колись у Франції існувало приблизно 10 суботніх чи недільних шкіл для дітей у Парижі і в провінції. Від середини 1980 років існує лише одна невеличка недільна школа у Парижі, в якій навчаються теж діти новоприбулих. Вони влаштовують свята Шевченка, вертеп тощо
З 2004 при Посольстві України у Франції працює Український культурно-інформаційний центр.

## Відомі особи
- У Мужені останні роки життя прожив Володимир Винниченко.
- У Парижі працював видатний балетний танцівник Серж Лифар.
- 1997—2016 рр. працював Сліпак Василь Ярославович, всесвітньо відомий український оперний співак, соліст Паризької національної опери, волонтер, учасник бойових дій на Сході України. Кавалер ордена «За мужність» I ст., Герой України, кавалер ордена «Золота Зірка».